# Émile Boutroux
Pour les articles homonymes, voir Boutroux.
Étienne Émile Marie Boutroux, né le 28 juillet 1845 à Montrouge et mort le 22 novembre 1921 à Paris, est un philosophe et historien de la philosophie français.

## Biographie
Après des études secondaires au lycée Napoléon (aujourd'hui lycée Henri-IV), il intègre en 1866 l’École normale supérieure, où il suit les cours de Jules Lachelier. Puis il rejoint, juste après avoir obtenu l'agrégation de philosophie en 1868, Félix Ravaisson à l'université de Heidelberg où il restera jusqu'en 1870. Il obtient ensuite un poste de professeur de philosophie au lycée de Caen. 
Le 2 décembre 1874, il soutient ses deux thèses de doctorat ès lettres à la Faculté de Paris. La première, en français, consiste en un essai philosophique sur la contingence des lois de la nature. La deuxième, en latin, s'intéresse aux "vérités éternelles" du philosophe Descartes. Devenu docteur, il enseigne la philosophie à l'université de Montpellier, puis à l'université de Nancy, ensuite à l'École normale supérieure en 1878, et enfin à la Sorbonne à partir de 1885.
Il est élu membre de l'Académie des sciences morales et politiques en 1898 et de l'Académie française en 1912. En 1902, il est nommé directeur de la Fondation Thiers, devenue depuis la Fondation Dosne-Thiers. Il eut entre autres pour élèves Henri Bergson, Maurice Blondel, Léon Brunschvicg, Louis Couturat, Gustave Belot, Henri Berr, Abel Rey et Émile Durkheim.
Il épouse le 9 octobre 1878 Aline Poincaré, rencontrée à Nancy, sœur du mathématicien Henri Poincaré, et a un fils, le mathématicien, historien et philosophe des mathématiques Pierre Boutroux et une fille, Louise Boutroux, qui épouse Pierre Villey. Le chimiste Léon Boutroux, élève de Louis Pasteur, était son frère.
Émile Boutroux meurt le 22 novembre 1921 en son domicile, au no 5, rond-point Bugeaud (actuelle place du Chancelier-Adenauer) dans le 16e arrondissement, et est inhumé au cimetière du Montparnasse (16e division).

## Œuvres
- De la contingence des lois de la nature, thèse de doctorat soutenue devant la Faculté des lettres de Paris, Paris, Éd. Germer Baillière, coll. «Bibliothèque de philosophie contemporaine», 1874[3]
- De Veritatibus aeternis apud Cartesium  thèse latine, 1874[4] (traduction par G. Canguilhem : Des Vérités Éternelles Chez Descartes, Paris: Alcan, 1927 ; Paris : Vrin-Reprise, 1985)
- La Grèce vaincue et les premiers stoïciens, 1875
- La Philosophie des Grecs, de E. Zeller, traduction, 1877-1884
- La Monadologie de Leibnitz, 1881
- Socrate, fondateur de la science morale, 1883
- Les Nouveaux Essais, de Leibnitz, 1886
- Questions de morale et d'éducation, 1895
- De l'idée de loi naturelle dans la science et la philosophie contemporaines, 1895
- Études d'histoire de la philosophie : Socrate, Aristote, J. Boehme, Descartes, Kant, etc., Paris, Félix Alcan, coll. « Bibliothèque de philosophie contemporaine », 1897
- Études d'histoire de la philosophie allemande, Paris, Félix Alcan, coll. « Bibliothèque de philosophie contemporaine », 1897
- Du devoir militaire, L'armée à travers les âges, 1899
- Pascal, 1900
- Essais d’histoire de la philosophie, 1901
- La Philosophie de Fichte. Psychologie du mysticisme, 1902
- Science et religion dans la philosophie contemporaine, Flammarion, Bibliothèque de philosophie scientifique, 1908
- William James, 1911
- La Nature et l'Esprit, 1925
- Morale et religion, Flammarion, Bibliothèque de philosophie scientifique, 1925
- Études d'histoire de la philosophie allemande, 1926
- La Philosophie de Kant, 1926
- Des vérités éternelles chez Descartes, Paris, Félix Alcan, coll. « Bibliothèque de philosophie contemporaine », 1927.
- Nouvelles études d'histoire de la philosophie, Félix Alcan, coll. « Bibliothèque de philosophie contemporaine », 1927
- Leçons sur Aristote, 1990

## Récompenses et distinctions
- Commandeur de la Légion d'honneur
- En 1932, l'avenue Boutroux est créée dans le 13e arrondissement de Paris. Il existe également une avenue Émile-Boutroux à Montrouge, sa ville natale.